# Ali Akbar Dodange
Ali Akbar Dodange (pers. علی اکبر دودانگه; ur. 23 grudnia 1970) – irański zapaśnik w stylu wolnym.
Złoty medal na mistrzostwach Azji w 1999 i brązowy w 1988. Pierwszy w Pucharze Świata w 1996; drugi w 1992 i 1994. Zwycięzca Pucharu Azji i Oceanii w 1997 roku.